# Brasão de Anápolis

Brasão de Anápolis

O Brasão de Anápolis é um símbolo de Anápolis, município do estado do Goiás, Brasil

## Legislação
O Brasão de Armas do Município de Anápolis foi instituído pela Lei Ordinária nº 59 de 31 de janeiro de 1967, sancionada pelo então prefeito Dr. Raul Bauduino de Sousa. Em seu primeiro artigo diz: "Ficam instituídos o Brasão e a Bandeira do Município de Anápolis, de conformidade com a descrição e simbologia apresentadas pela Enciclopédia Heráldica Municipalista, parte integrante desta Lei, bem com a regulamentação de uso nela contida." A Lei Ordinária nº 214 de 24 de abril de 1956 estabeleceu as normas para a instalação do brasão municipal de acordo com Enciclopédia Heráldica Municipalista, sancionada pelo prefeito Carlos de Pina.

## Enciclopédia Heráldica Municipalista

### Descritivo
Encontra-se a seguinte descrição de acordo com Enciclopédia Heráldica Municipalista na Lei Ordinária nº 214 de 24 de abril de 1956  :
| “ | Escudo samnítico, encimado pela coroa mural de oito torres, de prata. Em campo de blau, firmado em chefe, uma estrela de cinco pontas, de prata, em abismo do escudo uma escudete de prata carregado de um fuso matriarcal de sable; cortando o campo, uma faixa estreita e ondeada de prata; em contracheque, alinhados em faixa, à destra, um arado manual, ao centro uma roda e a sinistra um capacete de Mercúrio. Tudo em couro. Como suportes, à destra um ramo de café frutificado ao natural e sinistra uma haste de arroz, entrecruzados em ponta, sobre o quais se sobrepõe um listel de blau, contendo em letras de prata o topônimo Anápolis ladeado milésimo e data "31 - 7 - 1907." | ” |

### Simbologia

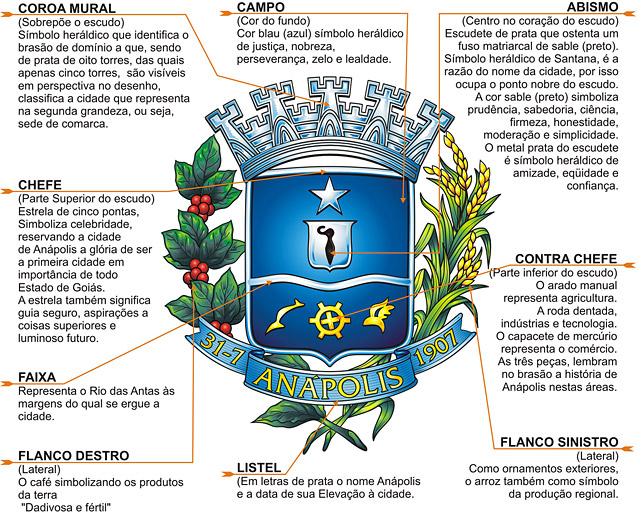
Brasão e seu significado

O escudo samnítico foi baseado de acordo com primeiro escudo introduzido em Portugal pela influencia francesa; simbolizando a raça latina colonizadora e formadora da nacionalidade brasileira. A coroa mural é o símbolo que identifica classifica o brasão de domínio. Sendo caracterizado pela cor prata e por conter oito torres, com cinco visíveis, classifica a cidade na segunda grandeza, ou seja a sede da comarca. A cor azul do escudo é o azul celeste, que pela heráldica representa a justiça, formosura, doçura, nobreza, recreação, perseverança, zero e lealdade. A estrela de cinco pontas é o símbolo de celebridade, tendo Anápolis a glória de ser a primeira cidade goiana em importância. A estrela é o guia seguro, aspiração a coisas superiores e ações sublimes. No centro do escudo, o escudete de prata ostenta um fuso matriarcal de sable, símbolo de Santa Ana, padroeira da cidade, razão do topônimo "Anápolis" e por isso está no ponto mais nobre do escudo. O metal em que o escudete é representado, é símbolo da amizade, equidade, inocência e pureza. A faixa ondulada prata representa o riacho das Antas. Em contra-chefe, a panóplia representada pelo arado manual, a roda dentada e o capacete de mercúrio, símbolos da lavoura, indústria e comércio, respectivamente, lembram no brasão a liderança de Anápolis nessas atividades, fatores de intenso progresso da cidade. O café e o arroz representam os produtos oriundos da terra dadivosa e fértil. No listel o topônimo identificador ANÁPOLIS e a data de sua elevação à categoria de cidade "31 de julho de 1907". 